# 9 de junio
El 9 de junio es el 160.º (centésimo sexagésimo) día del año en el calendario gregoriano y el 161.º en los años bisiestos. Quedan 205 días para finalizar el año.

## Acontecimientos
- 411 a. C.: en Atenas (Antigua Grecia) ―durante la guerra del Peloponeso entre Atenas y Esparta― un golpe de Estado depone el Gobierno democrático ateniense. Sube al poder la oligarquía de Los Cuatrocientos, que será reemplazada unos meses después.
- 53: en Roma, el emperador romano Nerón se casa con Claudia Octavia
- 68: Nerón es forzado al suicidio, con ayuda de su secretario Epafrodito, que lo apuñaló cuando un soldado romano se aproximaba.
- 193: Septimio Severo entra con sus tropas en Roma tras haber sido proclamado emperador.
- 721: en la actual Francia, el ejército franco de Odón el Grande derrota al ejército musulmán del Califato Omeya en la Batalla de Toulouse.
- 1310: en la Catedral de Siena (Italia) se instala el altar Maestà.
- 1354: en Burgos (península ibérica) el rey Alfonso XI de Castilla instaura el regimiento con el nombramiento directo de dieciséis caballeros villanos que asumen las funciones del concejo.
- 1508: en España, el rey Fernando el Católico otorga a Diego de Nicuesa los derechos descubridores sobre Veragua (desde el golfo de Urabá hasta las costas de Panamá), así como el cargo de gobernador.
- 1534: en la actual Canadá, el francés Jacques Cartier es el primer europeo que arriba al río San Lorenzo.
- 1667: la flota neerlandesa comienza el ataque de Medway. Sería la decisiva victoria de los neerlandeses sobre los británicos en la segunda guerra anglo-neerlandesa.
- 1772: en las costas de Rhode Island (Estados Unidos), es quemado el barco británico Gaspee.
- 1815: en Austria se termina el Congreso de Viena y se instaura la nueva situación política de Europa.
- 1817: en Chile se acuña la primera moneda nacional.
- 1829: en Madrid se crea el Banco Español de San Fernando, precursor del actual Banco de España.
- 1847: en Portugal entra la expedición militar española al mando del general Concha para sofocar la rebelión de Oporto contra el Gobierno portugués.
- 1856: en los Estados Unidos, 500 mormones dejan Iowa y se van a Salt Lake City.
- 1863: en Virginia ―en el marco de la Guerra Civil de Estados Unidos― se libra la Batalla de Brandy Station.
- 1900: en la cárcel británica de Ranchi (ciudad del este de la India) muere Birsa Munda (25), una importante figura en el Movimiento de independencia indio bajo misteriosas circunstancias.
- 1905: a la salida de la Ópera de París, sucede un atentado frustrado contra el rey Alfonso XIII de España.
- 1923: en Bulgaria se perpetra un golpe de Estado que derroca a Alejandro Stamboliski, «hombre fuerte» del país.
- 1928: Charles Kingsford Smith completa el primer vuelo trans-Pacífico con un Monoplano Fokker Trimotor, el Southern Cross.
- 1930: en la Estación Central de Illinois, Leo Vincent asesina a Jake Lingle, reportero del periódico Chicago Tribune. Alegará que le debía 100 000 dólares (por deudas de juego) al mafioso Al Capone.
- 1934: en Estados Unidos se estrena la primera película de Donald Duck (Pato Donald).
- 1935: la República de China ―bajo la administración de Kuomintang― reconoce las ocupaciones japonesas en el Noreste de China.
- 1944: en Tulle (aldea de 18 000 habitantes en el centro de Francia), soldados alemanes ahorcan de los balcones de la localidad a 99 civiles, en represalia por la matanza de 40 soldados alemanes el día anterior por el Movimiento de Resistencia Maquís, que trataba de liberar la ciudad. Otros 321 civiles serán enviados a campos de concentración en Alemania, donde 101 perderán la vida.
- 1944: en el marco de la Segunda Guerra Mundial, la Unión Soviética invade Karelia del Este ocupada por las fuerzas finlandesas desde 1941.
- 1946: en Tailandia, Bhumibol Adulyadej asume el trono, sustituyendo a su hermano Ananda Mahidol, muerto en extrañas circunstancias.
- 1954: en Bogotá, Colombia, se da el segundo día de ataques por parte del Ejército contra estudiantes de la Universidad Nacional que se manifestaban contra la dictadura de Gustavo Rojas Pinilla.
- 1954: en los Estados Unidos ―asediada por el macarthismo anticomunista― el senador Joseph McCarthy interroga a Joseph Welch, alto rango del Ejército.
- 1956: en el basural de la ciudad de José León Suárez (Gran Buenos Aires), policías con armas cortas ―bajo órdenes del dictador Pedro Eugenio Aramburu― fusilan a civiles y militares peronistas que se levantaron contra la dictadura (fusilamientos de José León Suárez). Catorce años después (el 1 de junio de 1970), el grupo peronista Montoneros ejecutará a Aramburu para vengar estos asesinatos.
- 1957: en la frontera entre China y Pakistán se realiza la primera ascensión a la montaña Broad Peak (la duodécima más alta del mundo), antes llamada K3.
- 1958: la reina Isabel II inaugura el Aeropuerto de Gatwick.
- 1958: en Portugal, el almirante Américo Tomás es electo presidente de Portugal.
- 1959: en Estados Unidos se inaugura el submarino militar George Washington, el primero en portar misiles balísticos.
- 1967: durante la guerra de los Seis Días, Israel captura los Altos del Golán a Siria.
- 1968: en los Estados Unidos, el presidente Lyndon B. Johnson declara el día de luto por la muerte del senador Robert F. Kennedy.
- 1968: en Yugoslavia, el presidente Josip Broz Tito, aprueba varias reformas políticas y sociales tras una semana de disturbios.
- 1973: en España, el almirante Luis Carrero Blanco jura su cargo como presidente del Gobierno.
- 1974: se establecen las relaciones diplomáticas entre Portugal y la Unión Soviética.
- 1976: en España, se aprueba la ley que autoriza la existencia de partidos políticos.
- 1977: en España dimite Torcuato Fernández-Miranda como presidente de las Cortes españolas y del Consejo del Reino.
- 1979: se constituye el Consejo General Vasco y es elegido presidente Carlos Garaikoetxea.
- 1982: en España se aprueba el Estatuto de autonomía de La Rioja y de la Región de Murcia.
- 1983: en el Reino Unido, Margaret Thatcher gana las elecciones generales.
- 1983: en Portugal, Mário Soares es elegido primer ministro por segunda vez.
- 1985: en Líbano, miembros de la Organización del Yijad Islámico secuestran a un catedrático angloestadounidense, Thomas Sutherland. Será liberado en 1991 y cobrará 35 millones de dólares estadounidenses del Estado iraní (ya que se demostró que este había dado la orden).
- 1986: la Comisión Rogers establece sus conclusiones acerca de la explosión del transbordador espacial Challenger.
- 1986: el presidente del INI y el de Volkswagen firman en Ginebra la venta del 51 % de las acciones de SEAT a la multinacional alemana.
- 1991: el partido italiano de Democracia Proletaria decide unirse al Partido de Refundación Comunista.
- 1991: el rey Hussein de Jordania firma el documento constitucional que abre el camino al multipartidismo y que fue aprobado por aclamación y sin voto por la Conferencia Nacional.
- 1995: El Gobierno de Italia inaugura el Parque nacional del Vesubio.[1]
- 1999: en el marco de la guerra de Kosovo, Yugoslavia y la OTAN firman el tratado de paz.
- 2001: los irlandeses rechazan en referéndum el Tratado de Niza para permitir la ampliación de la Unión Europea a los países candidatos del Este y del centro de Europa.
- 2005: en Bolivia, Eduardo Rodríguez Veltzé es nombrado nuevo presidente.
- 2006: en Alemania se inicia la XVIII Copa Mundial de Fútbol.
- 2007: en Estados Unidos, el transbordador espacial Atlantis sufre un daño en el escudo térmico que podría comprometer la misión.
- 2007: la banda argentina Soda Stereo, tras 10 años de separación, anuncia una gira de regreso (Me Verás Volver 2007).

## Nacimientos
- 1508: Primož Trubar, reformador protestante esloveno (f. 1586).
- 1580: Daniel Heinsius, erudito flamenco (f. 1655).
- 1588: Johann Andreas Herbst, compositor alemán (f. 1666).
- 1595: Vladislao IV Vasa, rey polaco (f. 1648).
- 1640: Leopoldo I de Habsburgo, emperador del Sacro Imperio Romano Germánico entre 1658 y 1705 (f. 1705).
- 1661: Teodoro III, zar ruso (f. 1682).
- 1672: Pedro el Grande, emperador ruso (f. 1725).
- 1686: Andrei Osterman, gobernante ruso (f. 1747).
- 1760: Francisco Primo de Verdad y Ramos, abogado mexicano (f. 1808).
- 1781: George Stephenson, ingeniero británico, inventor de la locomotora (f. 1848).
- 1803: Juan Bravo Murillo, político y jurista español (f. 1873).
- 1805: José Trinidad Cabañas, militar, presidente y prócer hondureño (f. 1871).
- 1810: Otto Nicolai, compositor alemán (f. 1849).
- 1812: Johann Gottfried Galle, astrónomo alemán (f. 1910).

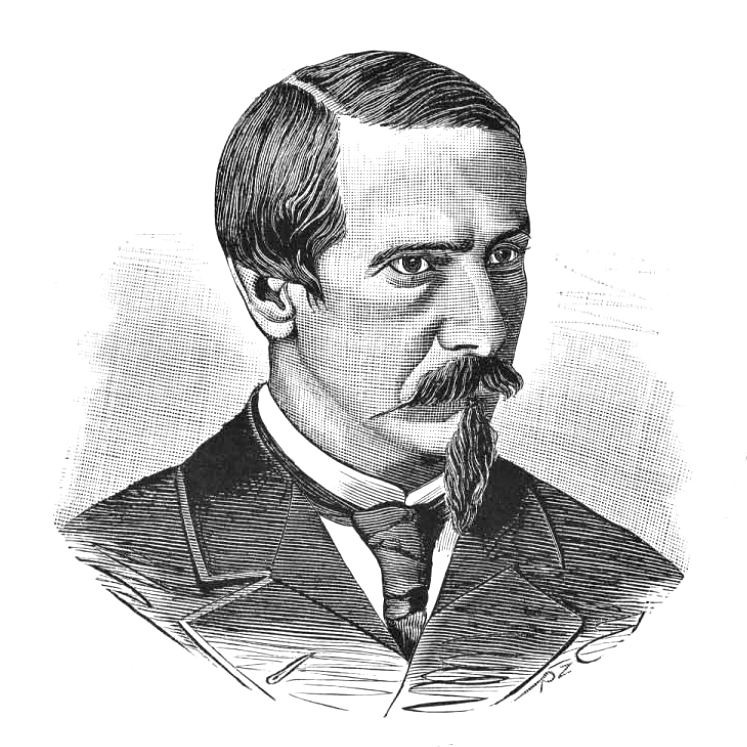
Julio Arboleda Pombo.

- 1817: Julio Arboleda Pombo, presidente de la Confederación Granadina (f. 1862).
- 1835: Ramón Barros Luco, abogado chileno, presidente entre 1910 y 1915 (f. 1919).
- 1836: Elizabeth Garrett Anderson, médica británica (f. 1917).
- 1843: Bertha von Suttner, pacifista y escritora austriaca, premio nobel de la paz en 1905 (f. 1914).
- 1845: Gilbert Elliot-Murray-Kynynmound, político y diplomático británico (f. 1914).
- 1849: Michael Peter Ancher, pintor danés (f. 1927).
- 1861: Pierre Duhem, médico, matemático e historiador francés (f. 1916).
- 1862: Luigi Trinchero, escultor italiano (f. 1944).
- 1865: Carl Nielsen, compositor, director de orquesta y violinista danés (f. 1931).
- 1868: Jane Avril, bailarina francesa (f. 1943).
- 1874: Ernst Diehl, filólogo y epigrafista alemán (f. 1947).
- 1874: Launceston Elliot, halterófilo británico (f. 1930).
- 1875: Henry Hallett Dale, farmacólogo y fisiólogo británico, premio nobel de medicina en 1936 (f. 1968).
- 1876: Ángela Graupera, escritora y corresponsal de guerra española (f. 1940).
- 1877: Titta Ruffo, barítono italiano (f.1953)
- 1880: Clarence G. Badger, director de cine estadounidense (f. 1964).
- 1890: Leslie Banks, actor británico (f. 1952).
- 1890: Francisco Barbado Viejo, obispo español (f. 1964).
- 1890: Cayetano de Mergelina y Luna, arqueólogo y catedrático español (f. 1962).
- 1890: José Antonio Ramos Sucre, poeta venezolano (f. 1930).
- 1891: Cole Porter, compositor de jazz estadounidense (f. 1964).
- 1897: Jean Cassou, escritor e hispanista francés (f. 1986).
- 1898: Luigi Fagioli, piloto italiano (f. 1952).
- 1898: Curzio Malaparte, novelista italiano (f. 1957).
- 1900: Joaquín Vaquero Palacios, pintor español (f. 1998).
- 1902: Skip James, cantante y guitarrista estadounidense (f. 1969).
- 1903: Marcia Davenport, escritora y crítica estadounidense (f. 1996).
- 1903: Felice Bonetto, piloto de automovilismo italiano (f. 1953).
- 1906: Robert Klark Graham, eugenicista y empresario estadounidense (f. 1997).
- 1908: Luis Kutner, abogado, escritor y activista estadounidense (f. 1993).
- 1909: José Luis López Aranguren, ensayista español (f. 1996).
- 1915: Les Paul, guitarrista estadounidense (f. 2009).
- 1915: Jaime Milans del Bosch, militar español (f. 1997).
- 1916: Robert McNamara, político estadounidense (f. 2009).
- 1917: Eric Hobsbawm, historiador británico (f. 2012).
- 1918: John Hospers, filósofo y político estadounidense (f. 2011).
- 1920: Álvaro Castaño Castillo, fue un empresario, abogado, gestor cultural y locutor colombiano. (f. 2016).
- 1921: Guido Münch, astrofísico mexicano (f. 2020).
- 1923: Torcuato Luca de Tena, periodista y escritor español (f. 1999).
- 1925: Keith Laumer, escritor estadounidense (f. 1993).
- 1926: Mona Freeman, actriz estadounidense (f. 2014).
- 1927: Franco Donatoni, compositor italiano (f. 2000).
- 1929: Johnny Ace, músico estadounidense (f. 1954).
- 1929: Oscar Núñez, actor argentino (f. 2012).
- 1930: Roberto Fernández Retamar, poeta cubano (f. 2019).
- 1930: Jordi Pujol, político español.
- 1933: Marisa de Leza, actriz de cine, teatro y televisión española (f. 2020).
- 1933: Montserrat Gudiol, pintora española (f. 2015)
- 1933: Vicente Leñero, escritor, periodista, dramaturgo y guionista mexicano (f. 2014).
- 1934: Jesús Aguirre, escritor, académico y aristócrata español (f. 2001).
- 1934: Jackie Wilson, músico y cantante estadounidense (f. 1984).
- 1937: Susan Barrantes, socialité y escritora británica (f. 1998).
- 1939: Ileana Cotrubaş, cantante de opera rumana.
- 1939: Dick Vitale, comentarista deportivo y entrenador de baloncesto estadounidense.
- 1939: Charles Webb, escritor estadounidense (f. 2020).
- 1939: David Hobbs, piloto de automovilismo británico.
- 1941: Jon Lord, músico británico, de la banda Deep Purple (f. 2012).
- 1941: Tony Patrioli, fotógrafo italiano (f. 2017).
- 1943: Joe Haldeman, escritor estadounidense.
- 1943: Alejandro Llano Cifuentes, filósofo español.
- 1943: John Fitzpatrick, piloto de automovilismo británico.
- 1943: Margaret Candee Jacob, historiadora estadounidense de la ciencia, del conocimiento, de la Ilustración y de la francmasonería.
- 1944: Mochín Marafioti, músico y productor argentino (f. 1997).
- 1945: Luis Ocaña, ciclista español (f. 1994).
- 1945: Nike Wagner, actriz alemana.
- 1950: Trevor Bolder, músico británico (f. 2013).
- 1950: Jaime Bonilla Valdez, político mexicano, gobernador de Baja California entre 2019 y 2021.
- 1951: James Newton Howard, compositor estadounidense.
- 1952: Luis Pastor, músico español.
- 1952: Uzi Hitman, cantante israelí (f. 2004).
- 1954: George Pérez, dibujante e historietista estadounidense (f. 2022).
- 1954: Gregory Maguire, escritor estadounidense.
- 1954: Paul Chapman, guitarrista británico de hard rock (f. 2020)
- 1955: Carlos Manuel Urzúa Macías, político y economista mexicano (f. 2024).
- 1956: Manuel Morón, actor español.
- 1956: Joaquín Alonso, futbolista español.
- 1956: Patricia Cornwell, escritora estadounidense.
- 1961: Michael J. Fox, actor canadiense.
- 1961: Aaron Sorkin, guionista, escenógrafo y productor estadounidense.
- 1962: Silvia Cuevas Morales, escritora chileno-australiana.
- 1963: Johnny Depp, actor estadounidense.
- 1963: Gilad Atzmon, músico israelí
- 1963: David Koepp, director y guionista estadounidense.
- 1964: Gloria Reuben, actriz canadiense.
- 1966: Juan Cruz, cineasta español.
- 1967: Alejandro Ruiz Márquez, actor mexicano.
- 1969: Eric Wynalda, futbolista estadounidense.
- 1972: Sandro Cois, futbolista italiano.
- 1973: Ramón Lage, cantante español, de la banda Avalanch.
- 1973: Laura Ponte, exmodelo española.
- 1973: Sergio Galván, futbolista argentino.
- 1973: Keesha Sharp, actriz estadounidense.
- 1974: Kristoff Raczynski, actor, conductor y productor mexicano de origen polaco.
- 1974: Samoth (Tomas Haugen) músico noruego.
- 1974: Fernando Coronado, actor español.
- 1975: Otto Addo, futbolista ghanés.
- 1975: Paul Agostino, futbolista australiano.
- 1975: Carolyne Lepage, yudoca canadiense.
- 1977: Predrag Stojaković, baloncestista serbio.
- 1977: Amisha Patel, actriz india.
- 1978: Matthew Bellamy, músico británico, de la banda Muse.
- 1978: Miroslav Klose, futbolista alemán.
- 1978: Michaela Conlin, actriz estadounidense.
- 1980: Marcos González, futbolista chileno.
- 1980: Udonis Haslem, jugador estadounidense de baloncesto.
- 1980: Kana Ueda, seiyū japonesa.
- 1981: Natalie Portman, actriz israelí-estadounidense.
- 1984: Wesley Sneijder, futbolista neerlandés.
- 1984: Yulieski Gourriel, beisbolista cubano.
- 1984: Kaleth Morales, cantante colombiano (f. 2005).
- 1985: Sebastian Telfair, jugador estadounidense de baloncesto.
- 1985: Sonam Kapoor, actriz india.
- 1987: Damián Musto, futbolista argentino.
- 1988: Cinthya Calderón, modelo peruana.
- 1988: Mae Whitman, actriz estadounidense.
- 1989: Blanca Paloma, cantante y escenógrafa española.
- 1992: Gino Peruzzi, futbolista argentino.
- 1993: Danielle Chuchran, actriz estadounidense.
- 1994: Lee Hye ri, cantante surcoreana del grupo Girl's day.
- 1994: Imogen Waterhouse, actriz y modelo británica.
- 1997: Josua Mejías, futbolista venezolano.
- 2000: Diego Lainez Leyva, futbolista mexicano.
- 2000: Laurie Hernandez, gimnasta estadounidense.
- 2001: Xolo Maridueña, actor estadounidense.
- 2003: Sara Ortega, actriz colombiana.
- 2004: Loreto Peralta, actriz mexicana.

## Fallecimientos
- 62: Claudia Octavia, esposa de Nerón (n. 40).
- 68: Nerón, emperador romano entre el 54 y el 68 (n. 37).
- 373: Efrén de Siria, escritor y diácono cristiano (n. 306).
- 439: Átlatl Cauac, gobernante maya (n. ¿?).
- 597: Columba de Iona, santo irlandés (n. 521).
- 630: Sharvaraz, rey persa (n. ¿?).
- 1348: Ambrogio Lorenzetti, pintor italiano (n. ca. 1290).
- 1361: Philippe de Vitry, compositor francés (n. 1291).
- 1572: Juana III, reina navarra (n. 1528).
- 1597: José de Anchieta, misionero jesuita español (n. 1534).
- 1717: Jeanne Marie Bouvier de la Motte Guyon, mística francesa (n. 1648).
- 1794: Girolamo Tiraboschi, jesuita y erudito italiano (n. 1731).
- 1820: Federico de Gentz, escritor, publicista y político alemán (n. 1764)
- 1825: Paulina Bonaparte, noble francesa, hermana predilecta de Napoleón Bonaparte (n. 1780).
- 1829: Baltasar Hidalgo de Cisneros, político español, último virrey del Río de la Plata (n. 1756).
- 1834: William Carey, misionero británico (n. 1761).
- 1867: Juan Antonio de la Fuente, abogado, político y diplomático mexicano (n. 1814).
- 1870: Charles Dickens, escritor británico. (n. 1812).
- 1871: Anna Atkins, botánica británica (n. 1799).
- 1881: Luis Gastón de Ségur, obispo francés (n. 1820).
- 1884: Aníbal Pinto, abogado, político chileno, presidente entre 1876 y 1881 (n. 1825).
- 1903: Gaspar Núñez de Arce, poeta español (n. 1832).
- 1912: Ion Luca Caragiale, escritor rumano (n. 1852).
- 1918: John Henry Lace, botánico británico (n. 1857).
- 1921: Luis María Drago, jurista, político y escritor argentino (n. 1859).
- 1927: Victoria Woodhull, líder del movimiento por el sufragio femenino en los Estados Unidos (n. 1838).
- 1940: Armando Buscarini, poeta español (n. 1904).
- 1943: Francisco Rodríguez Marín, poeta y lexicólogo estadounidense (n. 1855).
- 1946: Ananda Mahidol, rey tailandés (n. 1925).
- 1952: Adolf Busch, violinista alemán (n. 1891).
- 1953: Alexandre Arquillière, actor francés (n. 1870).
- 1958: Robert Donat, actor británico (n. 1905).
- 1959: Adolf Windaus, químico alemán, premio nobel de química en 1928 (n. 1876).
- 1961: Camille Guérin, científico francés (n. 1872).
- 1963: Jacques Villon, pintor francés (n. 1875).
- 1970: Rafael Ángel Calderón Guardia, doctor y político costarricense, Presidente de Costa Rica entre 1940 y 1944 (n. 1900).
- 1972:
  - Gilberto Parlotti, motociclista italiano (n. 1940).
  - Rudolf Belling, escultor alemán (n. 1886).
- 1973: Erich von Manstein, comandante militar alemán (n. 1887).
- 1974: Miguel Ángel Asturias, escritor guatemalteco, premio nobel de literatura en 1967 (n. 1899).
- 1974: Katharine Cornell, actriz estadounidense (n. 1893).
- 1975: Tonono (Antonio Afonso), futbolista español (n. 1943).
- 1983: John A. Mackay, teólogo y misionero protestante británico (n. 1889).
- 1989: George Wells Beadle, fisiólogo estadounidense (n. 1903).
- 1989: José López Rega, político argentino (n. 1916).
- 1991: Claudio Arrau, pianista chileno (n. 1903).
- 1993: Alexis Smith, actriz canadiense (n. 1921).
- 1993: Arthur Alexander, cantante estadounidense (n. 1940).
- 1994: Jan Tinbergen, economista neerlandés (n. 1903).
- 1994: David Reynoso, actor mexicano (n. 1926).
- 1996: Rafaela Aparicio, actriz española (n. 1906).
- 1996: Orlando Sandoval, abogado y político chileno (n. 1908).
- 1997: Witness Lee, predicador cristiano chino (n. 1905)
- 1998: Agostino Casaroli, cardenal italiano (n. 1914).
- 2000: Jacob Lawrence, pintor estadounidense (n. 1917).
- 2000: Fernando Inciarte, filósofo español, afincado en Alemania (n. 1929).
- 2000: George Segal, pintor y escultor estadounidense (n. 1924).
- 2002: Aleksandr Molodchi, aviador militar soviético (n. 1920).
- 2006: Antonio Rumeu de Armas, historiador español (n. 1912).
- 2006: Enzo Siciliano, escritor italiano (n. 1934).
- 2007: Rudolph Arnheim, psicólogo y filósofo alemán (n. 1904).
- 2007: Ousmane Sembène, cineasta, actor y activista político senegalés (n. 1923).
- 2008: Karen Asrian, ajedrecista armenio (n. 1980).
- 2008: Algis Budrys, escritor estadounidense (n. 1931).
- 2011: Mike Mitchell, baloncestista estadounidense (n. 1956).
- 2013: Iain Banks, escritor británico (n. 1954).
- 2013: Franz Halberg, biólogo rumano-estadounidense (n. 1919).
- 2013: Ward Goodenough, antropólogo estadounidense (n. 1919).
- 2014: Rik Mayall, comediante y actor británico (n. 1958).
- 2015: James Last, director de orquesta y compositor alemán.
- 2017: Adam West, actor estadounidense (n. 1928).
- 2020: Pau Donés, cantante, guitarrista y compositor español (n. 1966).
- 2020: Paul Chapman, guitarrista británico de hard rock (n. 1954).
- 2021: Gottfried Böhm, arquitecto alemán (n. 1920).
- 2021: Edward de Bono, médico, psicólogo y filósofo maltés (n. 1933).
- 2022: Luis Heriberto Rivas, sacerdote, prelado y biblista argentino (n. 1933).

## Celebraciones
- Día Internacional de los Archivos.[2]
En conmemoración de la creación del Consejo Internacional de Archivos por la UNESCO en 1948.

- Día Mundial de la Acreditación. (WAD)
Se celebra anualmente el 9 de junio. Es una iniciativa conjunta del Foro Internacional de Acreditación (IAF) y la Cooperación Internacional de Acreditación de Laboratorios (ILAC), con el objetivo de crear conciencia sobre la importancia de la acreditación. En 2025, el tema central es "Empoderamiento de las PYMES a través de la acreditación".

- Día de la Niñez y la Adolescencia de las Américas.
Se celebra cada 9 de junio, fecha establecida por la OEA en 2017 durante el 90° aniversario del Instituto Interamericano del Niño, la Niña y Adolescentes (IIN).

Compartidas
(Por orden alfabético)
- Día del Primo.
  - En honor a Primo y Feliciano, en Argentina, Colombia, México, Chile, Ecuador y otros países de Latinoamérica.

 Por países
(Por orden alfabético)
- Argentina:
  - Día del Geólogo.[3]
Instituido en 1948 durante una asamblea del Centro Argentino de Geólogos con el fin de defender el prestigio y velar por la ética de esa profesión.

- Chile:
  - Día Nacional del Barros Luco (sándwich).[4]

- España:
  - La Rioja: 
    - Día de La Rioja.[5]

  - Región de Murcia: 
    - Día de la Región de Murcia.[6]

- Estados Unidos:
  - Día Nacional del Pato Donald.[7]

- Finlandia:
  - Día de la Autonomía de Åland.[8]

- Paraguay:
  - Día del Arpa Paraguaya.[9]

### Santoral católico
- Santa Amaia.
- San Columba de Iona (521-597).

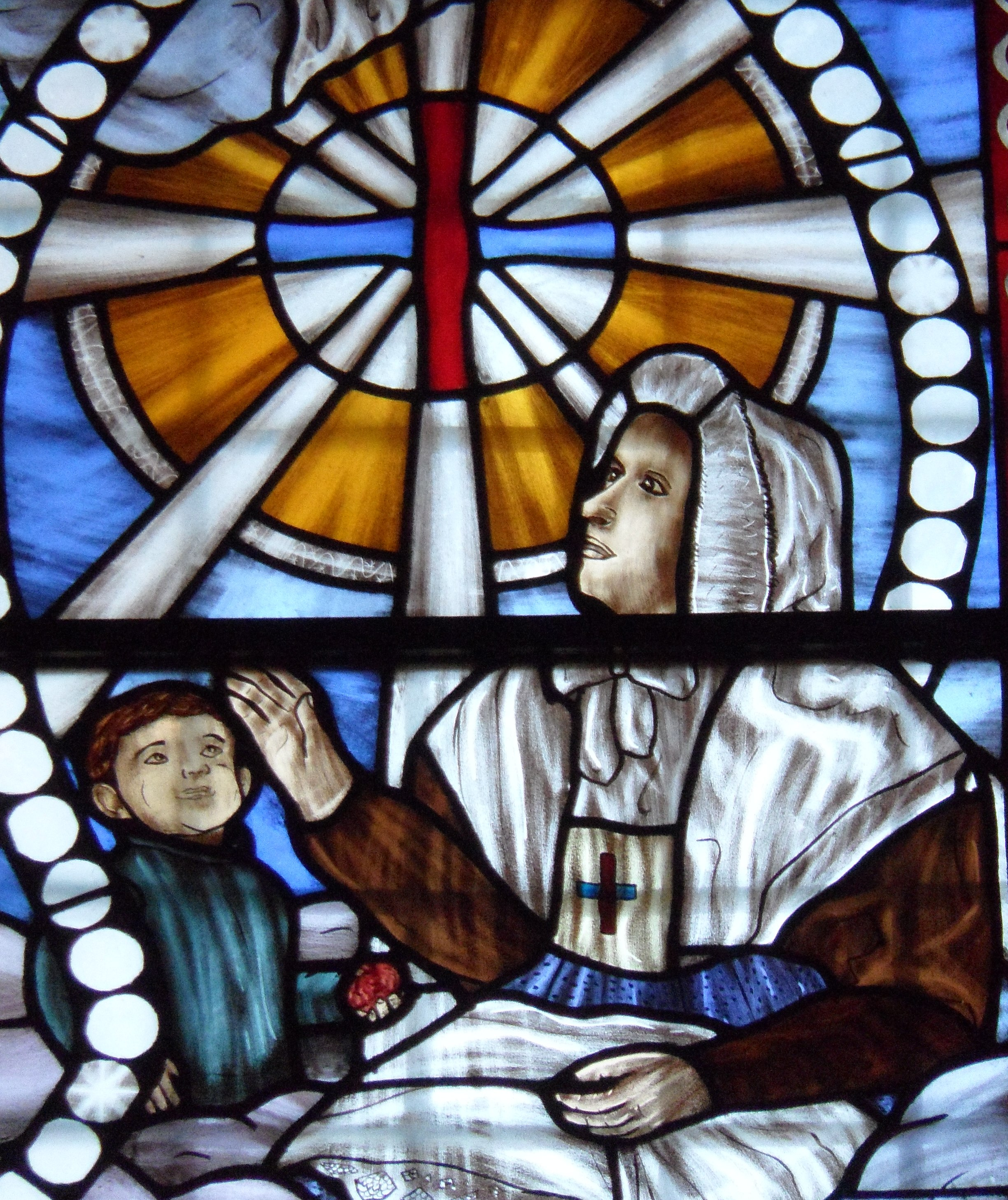
Beata Ana María Taigi en un vitral de la iglesia de Santo Tomás in Formis, Roma.

- San Efrén de Siria (306-373), poeta persa.
- San Diómedes de Nicea.[10]
- San Primo y san Feliciano, hermanos mártires.[10]
- San Maximiano de Siracusa.[10]
- San Ricardo de Andria (f. 1196), obispo inglés.[10][11]
- San Vicente de Vernemet.[10]
- San José de Anchieta, santo y misionero español.[10]

- Beato José Imbert (s. XVIII).[10]
- Beata Diana d'Andalò (1201-1236), religiosa italiana.[12]
- Beata Ana María Taigi, terciaria trinitaria romana.[10](imagen ilustrativa).

 Por países
(Por orden alfabético)
- España:
  -  Comunidad Valenciana: 
    - Cuart de Poblet: 
      - A partir de las 22:30 se celebra la tradicional Passejà de Sant Onofre.[13]